# O'Brien (1984)
Pour les articles homonymes, voir O'Brien.

O'Brien (connu sous le nom d' O'Connor dans l'adaptation cinématographique du roman de 1956) est un personnage fictif et le principal antagoniste du roman de George Orwell Nineteen Eighty-Four. Le protagoniste Winston Smith, vivant dans une société dystopique dirigée par le Parti, se sent étrangement attiré par le membre du Parti intérieur, O'Brien. Orwell ne révèle jamais le prénom d'O'Brien.

## Aperçu
O'Brien est membre du Parti intérieur et Winston Smith travaille au ministère de la Vérité. O'Brien y occupe un poste administratif si éloigné que Winston n'a qu'une vague idée de sa nature. Winston soupçonne O'Brien de s'opposer secrètement au Parti. Finalement, O'Brien s'approche de Winston avec quelques remarques principales qui semblent confirmer les soupçons de Winston. Winston trouve le courage de l'approcher franchement, se déclarant ennemi de l'État totalitaire. Au début, l'intuition de Winston semble être correcte: O'Brien se présente comme un membre de la « Fraternité » cherchant à renverser le Parti et Angsoc. O'Brien invite Winston (qui invite ensuite Julia) dans son appartement où, en tant que membre de l'Inner Party, il vit dans le luxe. Comme Winston et Julia, O'Brien n'est pas familier avec le tabagisme et la boisson. Cependant, en tant que membre du Parti intérieur, il a accès à des cigarettes et à d'autres produits bien meilleurs qu'eux. En visitant O'Brien chez lui, Winston goûte du vin pour la première fois, ne le trouvant pas tout à fait comme il l'avait imaginé. O'Brien extrait ensuite une série d'engagements du couple selon lequel ils sont prêts à tout pour servir la Confrérie, sauf (à la protestation de Julia) à se séparer. 
En vérité, O'Brien est un agent de la Police de la Pensée et est totalement fidèle au Parti et à Ingsoc. Il fait partie d'un mouvement de résistance aux faux drapeaux dont le but est de trouver des criminels de la pensée (des individus dont les actes sont jugés inacceptables par le parti), de les attirer en faisant semblant d'être de leur côté, puis d'arrêter et de les "guérir". 
O'Brien est ensuite vu après l'arrestation de Winston par la police de la pensée. Il se révèle en entrant dans la cellule en répondant à l'exclamation de Winston, "Ils vous ont aussi !", En commentant: "Ils m'ont eu il y a longtemps." 
O'Brien est estimé en privé par Winston comme âgé de 48 à 50 ans (O'Brien remarque et devine que Winston envisage cela bien qu'il n'en parle pas). 
Pendant plusieurs semaines, O'Brien torture Winston pour le guérir de sa « folie », en particulier de sa « fausse » notion qu'il existe un passé et une réalité extérieure, évidente et indépendante du Parti; O'Brien explique que la réalité n'existe que dans l'esprit humain, et puisque le Parti contrôle l'esprit de chacun, il contrôle donc la réalité. 
Il est tout à fait honnête au sujet du cynisme brutal du Parti; le Parti ne cherche pas le pouvoir au profit de lui-même ou de ses sujets, mais simplement pour se délecter de ce pouvoir: « Toujours, Winston, à chaque instant, il y aura le frisson de la victoire, la sensation de piétiner un ennemi impuissant. Si vous voulez une image de l'avenir, imaginez une botte sur un visage humain - pour toujours ». 
Même dans les scènes de torture, il y a une étrange intimité qui persiste entre Winston et O'Brien. O'Brien déclare même que l'esprit de Winston lui plaît et qu'il ressemble à son propre esprit, sauf que Winston se trouve être « fou ». Finalement, dans la salle 101, O'Brien torture Winston en soumission afin qu'il embrasse « volontiers » la philosophie du Parti. 

## Inspirations
O'Brien s'est en partie inspiré du personnage de Gletkin tiré du roman d'Arthur Koestler Darkness at Noon. Les deux personnages partagent de nombreux traits communs, notamment leur impitoyabilité et leur fanatisme envers le gouvernement: O'Brien est cependant plus sadique que le froid et détaché Gletkin et préfère utiliser lui-même la torture, tandis que Gletkin préfère tourmenter psychologiquement ses prisonniers. Les scènes de torture (entreprises par O'Brien) ont été influencées en partie par les histoires divulguées en URSS des sanctions infligées aux prisonniers politiques dans les hôpitaux psychiatriques et le Goulag. 
Le choix du nom de famille clairement irlandais est considéré comme une référence à Brendan Bracken, sous lequel Orwell a travaillé pendant la guerre pour créer de la propagande, et qu'Orwell détestait. Dans ce qui a été décrit comme « l'une des coïncidences les plus étranges de la littérature », il a été révélé en 2003 que O'Brien était le nom de code de l'agent NKVD Hugh O'Donnell, qui a reçu des rapports sur l'auteur de son subordonné David Crook lorsque Crook a espionné sur Orwell pendant la guerre civile espagnole. 

## Représentations
L'acteur canadien Lorne Greene a joué O'Brien dans une adaptation de 1953 de la série d'anthologie CBS Studio One (S06E01) intitulée "1984". [réf. nécessaire] Dans l'adaptation de Télévision BBC de Nineteen Eighty-Four (1954), le personnage a été joué par André Morell. 
Dans le film de 1956, O'Brien a été renommé O'Connor, peut-être pour éviter toute confusion avec Edmond O'Brien, qui incarnait Winston. O'Connor a été joué par Michael Redgrave.[réf. nécessaire] Dans la version de film 1984, O'Brien a été décrit par Richard Burton, son rôle final. 
On pense que le personnage de Corbin O'Brian dans le film Snowden (2016) a été inspiré par O'Brien d'Orwell. 